# Theriosuchus
Theriosuchus is een geslacht van uitgestorven atoposaurische neosuchiërs uit het Laat-Jura tot het Vroeg-Krijt van Europa (Hongarije, Zuid-Engeland, Portugal), Zuidoost-Azië (Thailand) en het westen van Noord-Amerika (Wyoming), met fragmentarische vermeldingen uit locaties uit het Midden-Jura en Vroeg-Krijt van China, Marokko en Schotland.

## Taxonomie
Drie geldige soorten worden momenteel erkend: Theriosuchus pusillus uit Zuid-Engeland, Theriosuchus grandinaris uit Thailand en Theriosuchus morrisonensis uit de Morrison-formatie in Noord-Amerika. Theriosuchus was eerder toegewezen aan Atoposauridae, maar een cladistische analyse uit 2016 herstelde het als een neosuchiër die nauwer verwant is aan leden van de familie Paralligatoridae dan aan atoposauriërs.
Twee soorten die voorheen aan dit geslacht waren toegewezen, Theriosuchus ibericus en Theriosuchus symplesiodon, zijn opnieuw toegewezen aan het nieuwe geslacht Sabresuchus. Aan de andere kant is Theriosuchus guimarotae uit Portugal opnieuw toegewezen aan Knoetschkesuchus.
Verwanten als Goniopholis, Brachydectes, Nannosuchus en Nuthetes behoorden ook tot de Atoposauridae.